# Ку! Кин-дза-дза
„Ку! Кин-дза-дза“ е пълнометражен фантастичен анимационен филм, римейк на съветския игрален филм „Кин-дза-дза!“, заснет през 1986 г. Премиерата се състои на 21 февруари 2013 г. Филмът е пуснат за широката аудитория на 11 април 2013 г. Премиерата по телевизията се състои на 3 януари 2014 г. по Първи канал.
Това е последната работа на актьора Игор Кваша и последната режисьорска работа на Георгий Данелия.

## Сюжет
Римейкът следва сюжета на оригинала с малки промени. Докато оригиналната история се развива през 1986 г., римейкът се развива през 2013 г., някои от сцените са променени, а двамата нови главни герои са различни от своите колеги от 1986 г.
Известният виолончелист Владимир Чижов (чичо Вова) и неговият племенник Толик срещат извънземно с устройство за телепортация. Толик небрежно натиска бутон на устройството и той и чичо Вова се озовават на планетата Плюк в галактиката Кин-дза-дза. Планетата е постапокалиптична пустиня без ресурси, управлявана от брутален расистки режим. Двамата пътешественици срещат трима местни жители, Би, Уеф и техния робот Абрадокс, които пътуват на пепелац и постоянно се опитват да мамят и предадат наивните новодошли. Толик и чичо Вова трябва да изминат голямо разстояние през ръждясалия свят на Кин-дза-дза, за да намерят пътя към дома.

## Снимачен екип

### Създатели
- Художествен ръководител на проекта: Георгий Данелия
- Сценаристи: Георгий Данелия, Александър Адабашян, Андрей Усачев. С участието на Татяна Илина и Игор Ахмедов
- Режисьори: Георги Данелия, Татяна Илина
- Композитор: Гия Канчели
- Изпълнява: Държавен симфоничен оркестър на кинематографията под диригентството на Сергей Скрипка
- Производители:
- Изпълнителен продуцент: Георги Гитис
- Продуценти: Сергей Селянов, Константин Ернст, Леонид Ярмолник, Юрий Кушнерев, Олег Урушев
- Сценограф: Александър Храмцов

### В ролите
- Николай Губенко – Владимир Николаевич Чижов, виолончелист
- Иван Цехмистренко като Толик Царапкин, племенник на Чижов
- Андрей Леонов – УЕФ, чатланин
- Алексей Колган – Би, дете / Kyrr, чатланин с транклюкатор
- Александър Адабашян – Абрадокс, робот
- Георги Данелия – Лайка, пътешественик / Диоген, чатланин в бъчва
- Игор Кваша – Ык, въртележка
- Ирина Девляшова в ролята на Лида Лизякина, съученичката на Толик
- Полина Кутепова като Елена Ивановна Царапкина, майката на Толик
- Маргарита Рассказова – астроном
- Игор Санников – старец на каруца
- Алла Санникова – старица на каруца
- Виктория Радунская – старица в планетариума
- Вахтанг Кикабидзе като Трац, лидер на контрабандистите
- Галина Данелия като Фрося, икономката на Чижов
- Алексей Панин – мошеници: продавач на космически прах / дефектен продавач на гравицапа (не е в кредитите)
- Евгений Стеблов – продавач на миражи (не е в кридите)

## Награди
- 2013 – Азиатско-тихоокеанска кинопермия за най-добър анимационен филм.
- 2014 – Номинация за наградата „Златен орел“ за най-добър игрален филм. Филмът не получава „Златен орел“, но режисьорът Георгий Данелия е удостоен със специална награда „за неувяхващ талант, за смелост, за безстрашие да смениш жанра и да влезеш в друго поприще“.
- 2014 – главната награда на 19-ия открит руски фестивал на анимационния филм в Суздал в категорията „Най-добър игрален филм“.
- 2014 – Награда Ника за най-добър анимационен филм.
- 2014 – Награда на правителството на Руската федерация в областта на културата за 2014 г.

## Музика
Всички основни музикални теми на игралния филм „Кин-дза-дза!“ (1986), създадени от композитора Гия Канчели, се използват и в анимационна версия, както и някои нови, които Канчели написва.